# Цетина
Цетина е най-голямата река в Далмация - южната част на Хърватия. Общата дължина на реката е около 105 km, а площта ѝ на отводняване възлиза на 3700 кв. км. Изворът ѝ е на 385 m надморска височина.
Реката извира под планината Динара и се влива в Адриатическо море. Плавателна е 7 км, а региона по реката също се нарича Цетина.
По течението на реката има изградени няколко ВЕЦ, а преди устието си при Омиш, Цетина прави пролом между крайбрежните планини Мосор и Биоково. Реката е пълна с пъстърва.